# Памятники истории и культуры местного значения Жамбылской области
Памятники истории и культуры местного значения Жамбылской области — это отдельные постройки, здания и сооружения с исторически сложившимися территориями указанных построек, мемориальные дома, здания и сооружения, некрополи, мавзолеи и отдельные захоронения а также произведения монументального искусства, включенные в Государственный список памятников истории и культуры местного значения Жамбылской области и являющиеся потенциальными объектами реставрации, представляющие историческую, научную, архитектурную, художественную и мемориальную ценность и имеющие особое значение для истории и культуры всей страны.
Списки памятников истории и культуры местного значения утверждаются исполнительным органом региона по представлению уполномоченного органа по охране и использованию историко-культурного наследия.

## История
Постановлением №90 от 14 апреля 2010 года акимат Жамбылской области утвердил Государственный список памятников истории и культуры местного значения Жамбылской области.
1 июля 2020 года областной акимат утвердил обновлённый список памятников, предыдущее постановление утратило свою силу.
Список памятников разделён на следующие разделы:
- Тараз
- Байзакский район
- Жамбылский район
- Жуалынский район
- Кордайский район
- Меркенский район
- Район имени Т. Рыскулова
- Сарысуский район
- Таласский район
- Шуский район